# European Academies Science Advisory Council
Der European Academies Science Advisory Council (EASAC) ist ein seit 2001 bestehender Zusammenschluss nationaler Wissenschaftsakademien von Mitgliedsstaaten der Europäischen Union sowie von Norwegen und der Schweiz. Der EASAC erarbeitet Stellungnahmen, Berichte und populärwissenschaftliche Schriften zu aktuellen gesellschaftsrelevanten Themen in den Bereichen Energie, Umwelt und Biowissenschaften und richtet diese an die Institutionen der EU.

## Mitglieder
Der EASAC besteht aus Repräsentanten der folgenden Akademien und Einrichtungen:
- Academia Europaea
- All European Academies
- The Royal Academies for Science and the Arts of Belgium
- Bulgarische Akademie der Wissenschaften
- Kroatische Akademie der Wissenschaften und Künste
- Königlich Dänische Akademie der Wissenschaften
- Deutsche Akademie der Naturforscher Leopoldina
- Estnische Akademie der Wissenschaften
- Rat der Finnischen Akademien
- Académie des sciences
- Akademie von Athen
- Royal Society
- Königlich Niederländische Akademie der Wissenschaften
- Royal Irish Academy
- Accademia Nazionale dei Lincei
- Lettische Akademie der Wissenschaften
- Litauische Akademie der Wissenschaften
- Norwegische Akademie der Wissenschaften
- Österreichische Akademie der Wissenschaften
- Polnische Akademie der Wissenschaften
- Akademie der Wissenschaften zu Lissabon
- Rumänische Akademie
- Königlich Schwedische Akademie der Wissenschaften
- Akademien der Wissenschaften Schweiz
- Slowakische Akademie der Wissenschaften
- Slowenische Akademie der Wissenschaften und Künste
- Real Academia de Ciencias Exactas, Físicas y Naturales
- Akademie der Wissenschaften der Tschechischen Republik
- Ungarische Akademie der Wissenschaften